# Mlaten (Mijen)
Mlaten is een bestuurslaag in het regentschap Demak van de provincie Midden-Java, Indonesië. Mlaten telt 5783 inwoners (volkstelling 2010).